# Kälberklamm und Hasenklamm (Vogelschutzgebiet)
Das Gebiet Kälberklamm und Hasenklamm ist ein 2007 eingerichtetes und mit Verordnung vom 5. Februar 2010 durch das Ministerium für Ernährung und Ländlichen Raum festgelegtes Europäisches Vogelschutzgebiet (Schutzgebietskennung DE-7016-401) im baden-württembergischen Landkreis Karlsruhe und der Stadt Karlsruhe in Deutschland.

## Lage
Das rund 21 Hektar (ha) große Vogelschutzgebiet „Kälberklamm und Hasenklamm“ liegt nördlich der Alb und der Landesstraße 613, zwischen Ettlingen im Westen und Waldbronn im Osten. Es verteilt sich auf die Stadt Karlsruhe sowie die zum Landkreis Karlsruhe gehörende Gemeinde Waldbronn (9,46 % = 2,01 ha) und die Stadt Ettlingen (90,53 % = 19,26 ha).

## Beschreibung
Beschrieben wird das Schutzgebiet „Kälberklamm und Hasenklamm“ als „zwei Kerbbachsysteme mit natürlichen Quellbereichen, mit typischen Tier- und Pflanzengesellschaften, Schluchtwaldgesellschaften und ehemaligen Steinbrüchen, die Lebensraum für trockenheitsliebende Tiere und Pflanzen bieten“.

### Bedeutung
Das Vogelschutzgebiet „Kälberklamm und Hasenklamm“ ist eines der bedeutendsten Brutgebiete für den Wanderfalken in Baden-Württemberg.

### Lebensraumklassen
|                                                         |                                                         |  |      |      |
| Nichtwaldgebiete mit hölzernen Pflanzen, Gestrüpp, usw. | Nichtwaldgebiete mit hölzernen Pflanzen, Gestrüpp, usw. |  | 2 %  | 2 %  |
| Mischwald                                               | Mischwald                                               |  | 90 % | 90 % |
| Trockengelegtes Grünland                                | Trockengelegtes Grünland                                |  | 6 %  | 6 %  |
| Binnenlandfelsen, Geröll- und Schutthalden, Sandflächen | Binnenlandfelsen, Geröll- und Schutthalden, Sandflächen |  | 2 %  | 2 %  |
|                                                         |                                                         |  |      |      |

## Schutzzweck
Die gebietsbezogenen Erhaltungsziele sind je nach Art unterschiedlich beschrieben:

### Brutvögel
Brutvogelarten, die im Anhang I der Vogelschutzrichtlinie aufgelistet und für die in ganz Europa besondere Maßnahmen anzuwenden sind. In diese Kategorie fallen in Baden-Württemberg insgesamt 39, im Schutzgebiet „Kälberklamm und Hasenklamm“ zwei Arten.

#### Schwarzspecht (Dryocopus martius)

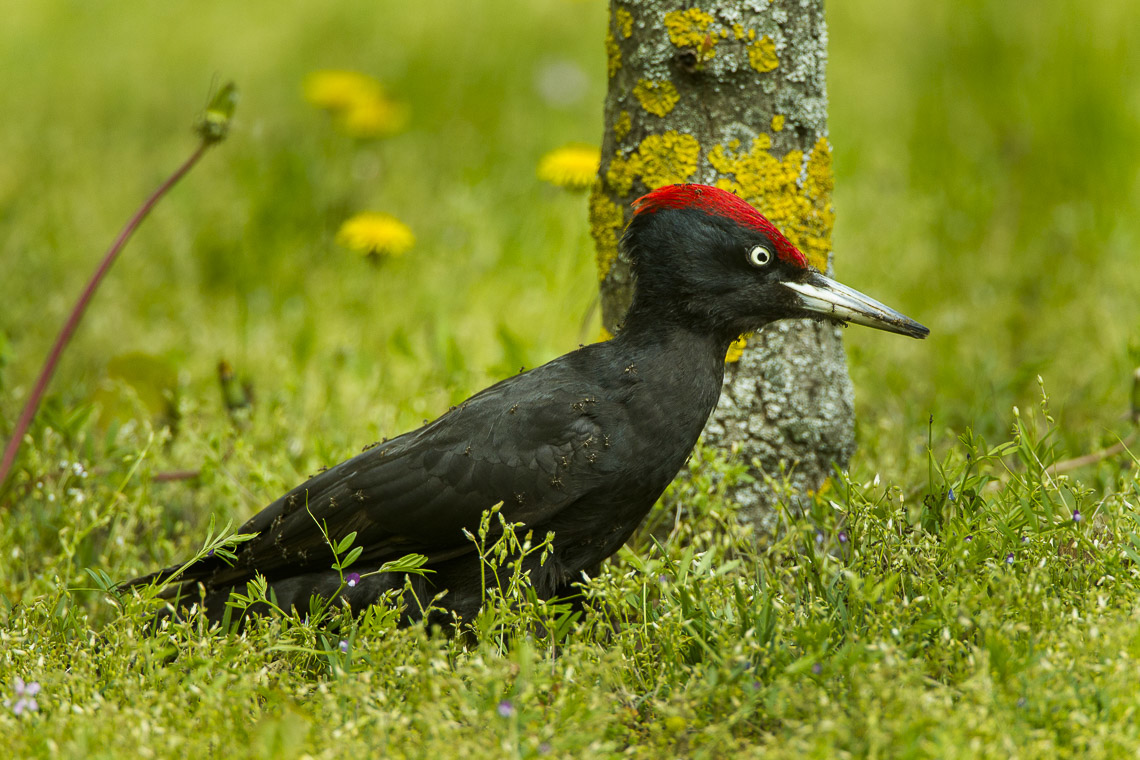
Schwarzspecht

Erhaltung von ausgedehnten Wäldern, Altbäumen und Altholzinseln, Totholz, Erhaltung der Bäume mit Großhöhlen sowie des Nahrungsangebots, insbesondere mit Ameisen.

#### Wanderfalke (Falco peregrinus)

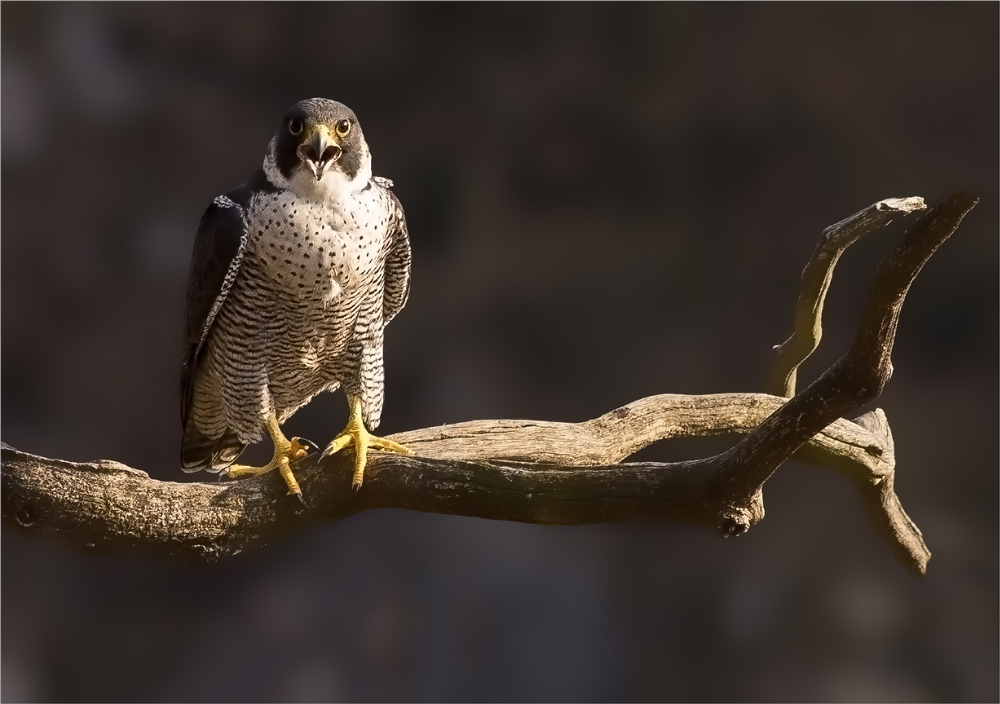
Wanderfalke

Erhaltung der offenen Felswände und von Steinbrüchen jeweils mit Höhlen, Nischen und Felsbändern, Erhaltung der Lebensräume ohne Gefahrenquellen wie nicht vogelsichere Freileitungen und ungesicherte Schornsteine sowie Erhaltung störungsfreier oder zumindest störungsarmer Fortpflanzungsstätten während der Fortpflanzung in der Zeit vom 15. Februar bis 30. Juli.

### Zugvögel
Weitere, nicht in Anhang I aufgelistete Zugvogelarten, die im Land brüten und für die Schutzgebiete ausgewählt wurden. In diese Kategorie fallen in Baden-Württemberg insgesamt 36 Arten; im Schutzgebiet „Kälberklamm und Hasenklamm“ ist keine Art erfasst.

## Zusammenhängende Schutzgebiete
Mit dem Vogelschutzgebiet „Kälberklamm und Hasenklamm“ sind der „Naturpark Schwarzwald Mitte/Nord“, das FFH-Gebiet „Wiesen und Wälder bei Ettlingen“ (7016-342), das Naturschutzgebiet „Kälberklamm und Hasenklamm“ (2.162) sowie die Landschaftsschutzgebiete „Grünwettersbacher Wald-Hatzengraben“ (2.12.020) und „Waldbronner Albgau“ (2.15.058) als zusammenhängende Schutzgebiete ausgewiesen.